# Прогрессивный альянс социалистов и демократов
Прогресси́вный алья́нс социали́стов и демокра́тов (англ. Progressive Alliance of Socialists and Democrats, сокр. англ. S&D) — социал-демократическая фракция Европейского парламента, политическая группа Партии европейских социалистов. Фракция существует под разными именами с момента создания в 1953 году и до выборов 1999 года являлась самой многочисленной в парламенте. Настоящая фракция занимает второе место по числу членов Европейского парламента, под данным названием основана 23 июня 2009 года. Член глобального Прогрессивного альянса с момента его основания в 2013 году.

## История
Социалистическая группа была одной из трёх групп, основанных на Всеобщей Ассамблее Европейского объединения угля и стали 23 июня 1953 года. Всеобщая Ассамблея являлась предшественником Европейского парламента. Секретариат и бюро организации расположились в Люксембурге. Начиная с года основания Европарламента в 1958 году и до выборов 1999 года имела большинство депутатских мандатов.

## Текущий состав (2019—2025)[3]
| Государство                          | Название | Перевод                                                    | Депутаты Европарламента |
| ------------------------------------ | --- | ---------------------------------------------------------- | ----------------------- |
| Австрия                              | Sozialdemokratische Partei Österreichs | Социал-демократическая партия Австрии                      | 5 из 18                 |
| Бельгия (Фландрия)                   | Socialistische Partij Anders | Социалистическая партия — Другие, с 2021 года — «Вперёд»   | 1 из 13                 |
| Бельгия (Валлония)                   | Parti Socialiste | Социалистическая партия (Валлония)                         | 2 из 8                  |
| Болгария                             | Българска социалистическа партия | Болгарская социалистическая партия                         | 5 из 17                 |
| Кипр                                 | Κίνημα Σοσιαλδημοκρατών | Движение за социал-демократию                              | 1 из 6                  |
| Кипр                                 | Δημοκρατικό Κόμμα | Демократическая партия (Кипр)                              | 1 из 6                  |
| Чехия                                | Česká strana sociálně demokratická | Чешская социал-демократическая партия                      | 0 из 21                 |
| Дания                                | Socialdemokraterne | Социал-демократы (Дания)                                   | 3 из 13                 |
| Эстония                              | Sotsiaaldemokraatlik Erakond | Социал-демократическая партия Эстонии                      | 2 из 6                  |
| Финляндия                            | Suomen Sosialidemokraattinen Puolue | Социал-демократическая партия Финляндии                    | 2 из 13                 |
| Франция                              | Coalition (Parti Socialiste&Parti Radical de Gauche)                                                                                            | Социалистическая партия Франции & Радикальная левая партия | 5 из 74                 |
| Германия                             | Sozialdemokratische Partei Deutschlands | Социал-демократическая партия Германии                     | 16 из 96                |
| Греция                               | Coalition (Πανελλήνιο Σοσιαλιστικό Κίνημα&Δημοκρατική Συμπαράταξη&Κίνημα Δημοκρατών Σοσιαλιστών)                                                | Всегреческое социалистическое движение                     | 2 из 21                 |
| Венгрия                              | Coaltion (Magyar Szocialista Párt&Párbeszéd Magyarországért)                                                                                    | Венгерская социалистическая партия & Диалог за Венгрию     | 1 из 21                 |
| Венгрия                              | Demokratikus Koalíció | Демократическая коалиция                                   | 4 из 21                 |
| Ирландия                             | Páirtí an Lucht Oibre | Лейбористская партия (Ирландия)                            | 0 из 11                 |
| Италия                               | Partito Democratico | Демократическая партия Италии                              | 18 из 73                |
| Латвия                               | Sociāldemokrātiskā Partija «Saskaņa» | Социал-демократическая партия «Согласие»                   | 2 из 8                  |
| Литва                                | Lietuvos Socialdemokratų Partija | Социал-демократическая партия Литвы                        | 2 из 11                 |
| Люксембург                           | Lëtzebuerger Sozialistesch Arbechterpartei | Люксембургская социалистическая рабочая партия             | 1 из 6                  |
| Мальта                               | Partit Laburista | Лейбористская партия Мальты                                | 4 из 6                  |
| Нидерланды                           | Partij van de Arbeid | Партия труда (Нидерланды)                                  | 6 из 26                 |
| Польша                               | Coalition Koalicja Europejska (Platforma Obywatelska + Polskie Stronnictwo Ludowe + Sojusz Lewicy Demokratycznej + Nowoczesna + Partia Zieloni) | Новые левые                                                | 4 из 52                 |
| Португалия                           | Partido Socialista | Социалистическая партия Португалии                         | 10 из 21                |
| Румыния                              | Partidul Social Democrat | Социал-демократическая партия Румынии                      | 9 из 32                 |
| Словакия                             | Smer — sociálna demokracia | Направление - социальная демократия                        | 3 из 13                 |
| Словения                             | Socialni demokrati | Социал-демократы (Словения)                                | 2 из 8                  |
| Испания                              | Partido Socialista Obrero Español | Испанская социалистическая рабочая партия                  | 20 из 54                |
| Швеция                               | Sveriges socialdemokratiska arbetareparti | Социал-демократическая партия Швеции                       | 5 из 20                 |
| Великобритания · (Великобритания)    | Labour Party | Лейбористская партия Великобритании                        | 10 из 73                |
| Великобритания · (Северная Ирландия) | Social Democratic and Labour Party | Социал-демократическая и лейбористская партия              | 1 из 73                 |